# N.Y.T.アトラスタワー西新宿

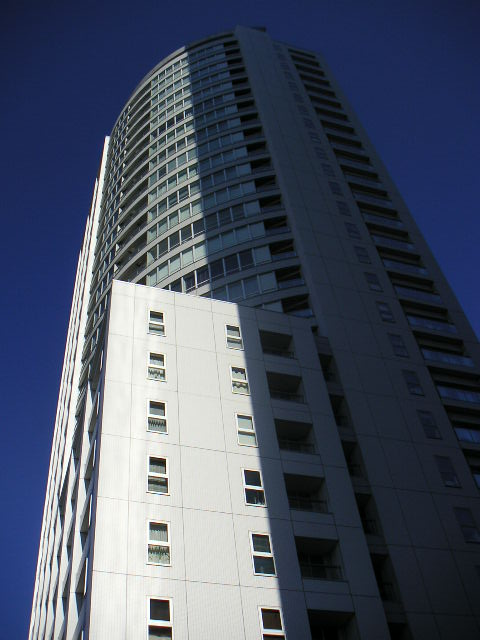
N.Y.T.アトラスタワー西新宿 (2008年1月)

N.Y.T.アトラスタワー西新宿（エヌ・ワイ・ティーアトラスタワーにししんじゅく）は、東京都新宿区西新宿六丁目にある超高層マンション。

## 概要
十二社通り沿いにあり、西新宿三井ビルおよび新宿スクエアタワーに隣接する総戸数224戸の分譲マンション。西新宿六丁目西第7地区市街地再開発組合が施行者として建設した。同組合には旭化成ホームズが参加しており、住戸の分譲は旭化成ホームズによって行われた。

## 沿革
- 1996年（平成8年）11月 - 西新宿六丁目7地区街づくり協議会を発足
- 1998年（平成10年）1月 - 西新宿六丁目西第7地区市街地再開発準備組合を設立
- 2002年（平成14年）11月 - 都市計画決定
- 2006年（平成18年）11月 - 着工
- 2007年（平成19年）1月 - 竣工

## 建築概要
- 階数：地上28階、地下2階
- 高さ：最高部105m、軒高99m
- 敷地面積：1,869.57m2
- 延床面積：23,862.74m2
- 構造：S造、一部RC造
- 竣工：2006年（平成18年）10月
- 設計：山下設計
- 施工：戸田建設

## アクセス
- 最寄駅：
  - 東京メトロ丸ノ内線 西新宿駅 - 徒歩6分
  - 都営地下鉄大江戸線 都庁前駅 - 徒歩7分
  - JR東日本・京王・小田急 新宿駅